# Everything Louder Than Everyone Else
| Recensione | Giudizio |
| ---------- | -------- |
| AllMusic   |          |

Everything Louder Than Everyone Else è il terzo album dal vivo della band heavy metal Motörhead. Uscito nel 1999 in 2 cd, venne registrato nel maggio 1998 ad Amburgo, Germania, in uno show chiamato "The Docks".

## Tracce

### Disco 1
1. Iron Fist (Clarke, Kilmister, Taylor) - 4:08
2. Stay Clean (Clarke, Kilmister, Taylor) - 2:48
3. On Your Feet or on Your Knees (Burston, Campbell, Dee, Kilmister) - 3:20
4. Over Your Shoulder (Burston, Campbell, Dee, Kilmister) - 3:45
5. Civil War (Campbell, Dee, Kilmister) - 3:29
6. Burner (Burston, Campbell, Dee, Kilmister) - 3:23
7. Metropolis (Clarke, Kilmister, Taylor) - 4:00
8. Nothing Up My Sleeve (Burston, Campbell, Gill, Kilmister) - 3:41
9. I'm So Bad (Baby I Don't Care) (Burston, Campbell, Kilmister, Taylor) - 3:21
10. The Chase Is Better Than the Catch (Clarke, Kilmister, Taylor) - 5:28
11. Take the Blame (Campbell, Dee, Kilmister) - 4:20
12. No Class (Clarke, Kilmister, Taylor) - 3:22
13. Overnight Sensation (Campbell, Dee, Kilmister) - 4:38
14. Sacrifice (Burston, Campbell, Dee, Kilmister) - 3:40

### Disco 2
1. Born to Raise Hell (Kilmister) - 5:41
2. Lost in the Ozone (Burston, Campbell, Dee, Kilmister) - 3:43
3. The One to Sing the Blues (Burston, Campbell, Kilmister, Taylor) - 3:25
4. Capricorn (Clarke, Kilmister, Taylor) - 	4:58
5. Love for Sale (Campbell, Dee, Kilmister) - 5:04
6. Orgasmatron (Burston, Campbell, Gill, Kilmister) - 6:36
7. Going to Brazil (Burston, Campbell, Kilmister, Taylor) - 2:52
8. Killed by Death (Burston, Campbell, Gill, Kilmister) - 6:27
9. Bomber (Clarke, Kilmister, Taylor) - 5:50
10. Ace of Spades (Clarke, Kilmister, Taylor) - 4:49
11. Overkill (Clarke, Kilmister, Taylor) - 7:34

## Formazione
- Lemmy Kilmister - basso, voce
- Phil Campbell -  chitarra
- Mikkey Dee - batteria